# 춘천지방법원 영월지원
춘천지방법원 영월지원은 춘천지방법원 관할구역 중 영월군, 정선군, 태백시, 평창군의 재판을 관할하는 지방법원이다.

## 관할 구역
- 재판관할
  - 영월지원: 영월군
  - 정선군법원: 정선군
  - 태백시법원: 태백시
  - 평창군법원: 평창군
- 등기관할
  - 영월지원 등기계: 영월군
  - 정선등기소: 정선군
  - 태백등기소: 태백시
  - 평창등기소: 평창군